# Egipto en los Juegos Olímpicos de Amberes 1920
Egipto estuvo representado en los Juegos Olímpicos de Amberes 1920 por un total de 18 deportistas masculinos que compitieron en 6 deportes.
El equipo olímpico egipcio no obtuvo ninguna medalla en estos Juegos.